# Notorotalia
Notorotalia es un género de foraminífero bentónico de la subfamilia Notorotaliinae, de la familia Elphidiidae, de la superfamilia Rotalioidea, del suborden Rotaliina y del orden Rotaliida. Su especie tipo es Notorotalia zelandica. Su rango cronoestratigráfico abarca desde el Luteciense (Eoceno medio hasta la Actualidad.

## Discusión
Clasificaciones más modernas incluyen Cribrorotalia en la Familia Notorotaliidae.

## Clasificación
Se han descrito numerosas especies de Notorotalia. Entre las especies más interesantes o más conocidas destacan:
- Notorotalia aparimae
- Notorotalia aucklandica
- Notorotalia biconvexa
- Notorotalia bortonica
- Notorotalia braxtonensis
- Notorotalia briggsi
- Notorotalia clathrata
- Notorotalia decurrens
- Notorotalia depressa
- Notorotalia finlayi
- Notorotalia hornibrooki
- Notorotalia hurupiensis
- Notorotalia inornata
- Notorotalia kaiata
- Notorotalia kingmai
- Notorotalia kiripakae
- Notorotalia kohaihae
- Notorotalia macinnesi
- Notorotalia olsoni
- Notorotalia patagonica
- Notorotalia pliozea
- Notorotalia powelli
- Notorotalia praeserrata
- Notorotalia pristina
- Notorotalia profunda
- Notorotalia ruatangatae
- Notorotalia serrata
- Notorotalia stachei
- Notorotalia taranakia
- Notorotalia targetensis
- Notorotalia waitakiensis
- Notorotalia wilsoni
- Notorotalia zelandica

Un listado completo de las especies descritas en el género Notorotalia puede verse en el siguiente anexo.